# Nereo Baliello
Nereo Baliello (Padova 1931 – Padova, 19 aprile 2023) è stato un pallavolista, allenatore di pallavolo e dirigente sportivo italiano.

## Biografia
Già giocatore di calcio in Prima Categoria e pallavolista nella squadra dei Vigili del Fuoco tra gli anni 50 e gli anni 60, fu confondatore, allenatore e per 17 anni direttore sportivo della Petrarca Pallavolo.
Scoprì numerosi pallavolisti, tra cui, Lorenzo Bernardi, Michele Pasinato, Paolo Tofoli e Alessandro Fei.
Al momento della morte, avvenuta nel 2023, deteneva il record di presenze sulla panchina bianconera (218).